# Diocèse de Liège
Le diocèse de Liège (en latin : Dioecesis Leodiensis) est (comme successeur du diocèse de Tongres) le diocèse le plus ancien de Belgique. L'évêque actuel est Jean-Pierre Delville.
C'est une circonscription ecclésiastique qui était suffragant de l'archidiocèse de Cologne. Le diocèse couvrait, de la fin du IVe siècle à 1559, les trois quarts de la Wallonie actuelle, la province de Limbourg belge, une partie de la province du Brabant flamand et des Pays-Bas. Cette structure était directement héritée de l'organisation administrative de l'Empire romain durant l'Antiquité tardive puisque le diocèse est fondé sur la base de la cellule administrative et religieuse nommée Civitas Tungrorum et que l'archevêché fut fondé sur les bases de la Germanie inférieure. On attribue la fondation de ce diocèse à saint Servais qui vécut au IVe siècle. Le siège de ce diocèse était Tongres mais il fut de fait assez rapidement déplacé vers Maastricht avant d'être fixé à Liège au VIIIe siècle sur les lieux de l'assassinat de saint Lambert. D'autres villes servirent de siège épiscopal temporaire en fonction des nécessités : Huy, Dinant, Givet, Mouzon. Le diocèse de Liège est le berceau de la langue wallonne et de l'art mosan.

## Histoire

### Longévité
D'abord cité romaine (civitas) avant d'être un diocèse au sens moderne, ce territoire a connu diverses formes d'unité (politique, religieuse, culturelle, économique,…) durant environ 15 siècles depuis 89 jusque 1559.
Comme d'autres cités et régions des provinces gallo-romaines, la civitas Tungrorum servira de base à la constitution du diocèse de l’Église catholique qui prendra vers le VIIe siècle le nom de sa nouvelle capitale Liège. On parlera dès lors dans les textes du Moyen Âge de Civitas Leodium ce qui se traduit par évêché ou diocèse de Liège dont les frontières persisteront jusqu’en 1559, date de la réforme des diocèses voulue par Philippe II d'Espagne, qui verra naître un diocèse très réduit par rapport à l’antique Civitas Tungrorum. Les villes importantes de ce diocèse sont : Louvain, Looz, Aix-la-Chapelle, Limbourg, Namur, Bouillon.
Des cartes, permettent de s'en faire une idée et de comprendre son importance historique pour la Belgique et, plus particulièrement, la Wallonie.

### État du Saint-Empire romain germanique
Au VIIIe siècle, l'évêque Hubert a transféré le siège de l'évêché de Maastricht à Liège. En 980, l'empereur germanique Otton II accordera des pouvoirs séculiers à l'évêque Notger qui deviendra ainsi le premier prince-évêque.
Les évêques de Liège de cette époque deviennent dès lors des personnages très importants à la fois vassaux directs de l'empereur et l'autorité spirituelle que l'on nomme aujourd’hui prince-évêque. Cet état des choses ne dura pas plus de deux siècles à la fin de la période ottonienne (fin du XIIe siècle) de l'empire. L'autorité du prince-évêque fut discutée par ses vassaux, le duc de Limbourg, le comte de Namur, etc. Elle se limitera aux territoires que l'évêché possédait en propre. Même si les territoires détenus en propre connurent encore une certaine extension et même si Érard de La Marck réussit une courte restauration de l'autorité du prince-évêque, l'autorité et le prestige de l'évêque ne connut cependant leur apogée qu'aux XIe siècle et XIIe siècle.
Les successeurs d'Érard de la Marck ne surent rien faire contre le démantèlement du territoire dont ils avaient la charge spirituelle.

### Le diocèse de Liège se distingue de la Principauté
Comme il est partie prenante du système de l'église impériale, son titulaire Notger reçoit, au Xe siècle, du Saint-Empire romain germanique, des terres où il exerce une souveraineté temporelle. Ce domaine va progressivement s'accroître, s'émanciper de l’Empire et devenir un État indépendant, la Principauté de Liège, État qui ne recouvrira jamais, en son maximum d’extension, qu’un tiers environ du diocèse proprement dit (sauf quand le diocèse fut réduit en 1559).

### Implications culturelles et linguistiques

Aire de la langue wallonne : ses limites sont celles de l'ancien diocèse.

La place de ce diocèse au centre de l’Empire de Charlemagne explique le rayonnement très important des écoles liégeoises aux XIe siècle et XIIe siècle et une réelle activité scientifique en Wallonie. Le poids de son importance religieuse qui rejaillit sur le social, le politique et le culturel a laissé des traces encore visibles aujourd’hui.

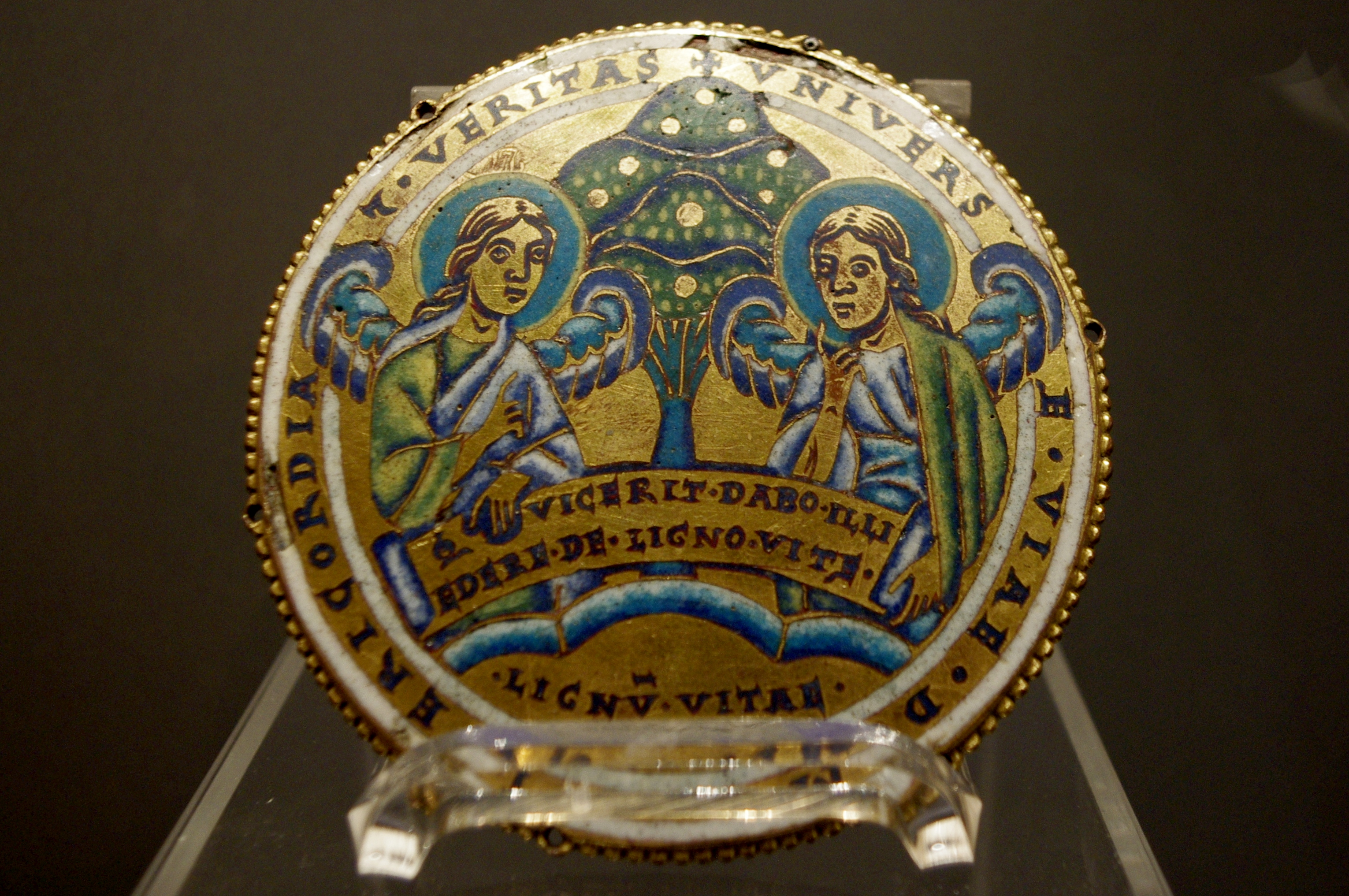
Médaillon émaillé L'arbre de vie, vers 1160, Trésor de la collégiale Notre-Dame de Huy.

Le diocèse de Liège est ainsi le berceau de l'art mosan, la base de départ de la puissance et de l’indépendance politique de Liège, l’un des éléments qui peut expliquer le caractère roman de la Wallonie. Les abbayes mosanes correspondent aux établissements de l'ancien diocèse de Liège qui ont contribué au développement de l'art mosan. Les principaux centres artistiques de la région ont été les villes de Liège, Huy, Dinant, Namur, Tongres, Maastricht, Ruremonde et Aix-la Chapelle, ainsi qu'un certain nombre de monastères importants : Saint-Trond, Aldeneik, Herkenrode, Averbode, Munsterbilzen, Susteren, Sint-Odiliënberg, Rolduc, Burtscheid, Kornelimünster, Stavelot, Nivelles, Aulne, Floreffe, Flône, Celles, Gembloux, Florennes, et Lobbes. À son apogée, l'art mosan a eu une forte influence sur les régions limitrophes, notamment en Rhénanie (Cologne, Bonn).
Le diocèse de Liège a favorisé le développement du style gothique mosan, style mosan et baroque mosan.
L'ancien diocèse de Liège, en sa partie wallonne (dans le sens de roman ou de « francophone », pas de la langue régionale), a des limites qui coïncident de manière frappante avec celle du wallon (au sens de la langue régionale) (les archidiocèses de Trèves et de Reims ont laissé leur marque en Belgique avec respectivement le gaumais et champenois, et les diocèses de Cambrai et Tournai avec le picard). L’Atlas linguistique de la Wallonie a bien mis en valeur cette très ancienne trace possible de l’influence des subdivisions de l'Église.

### Unité culturelle

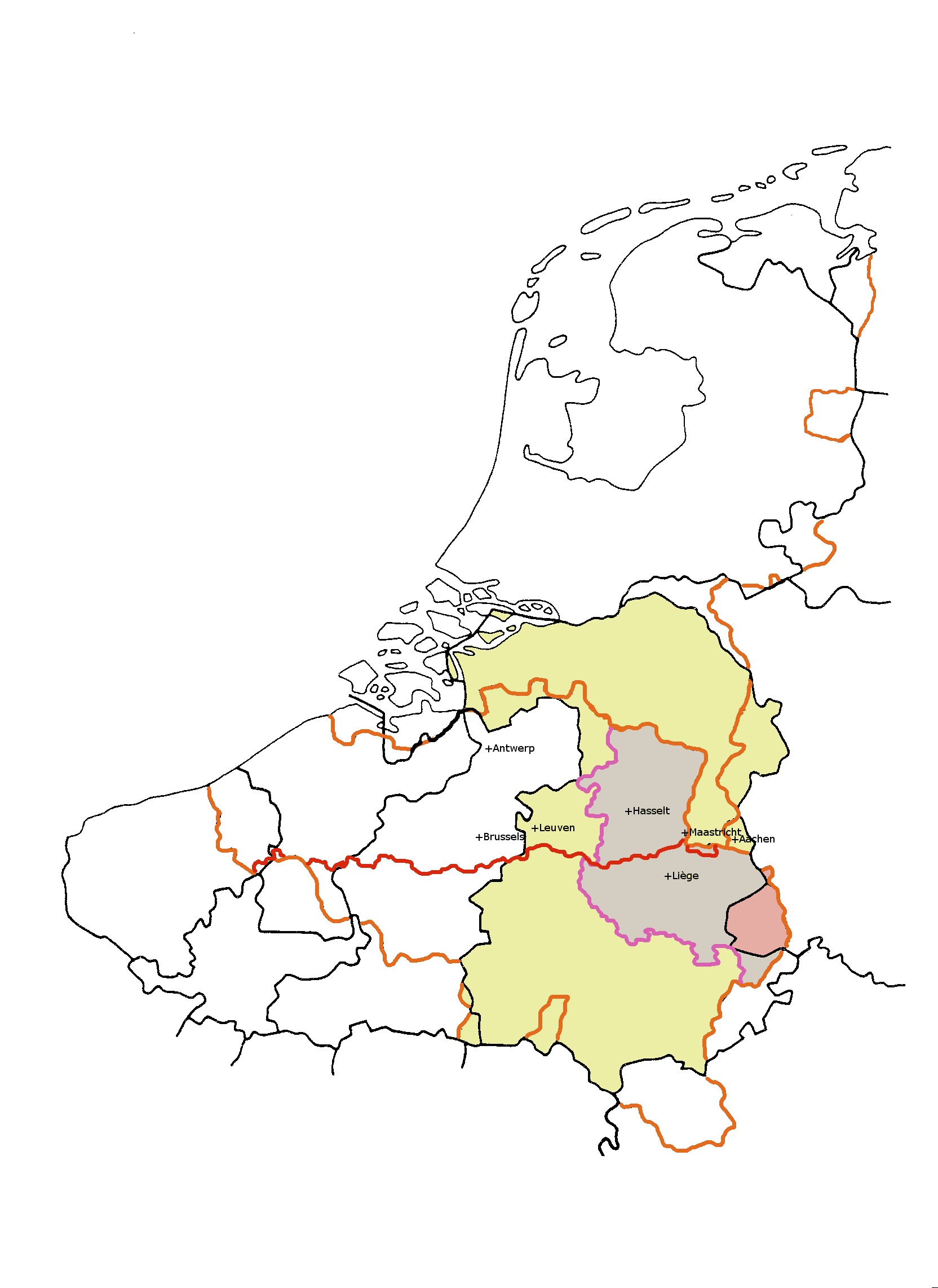
Cette carte représente l'ancien Diocèse de Liège (en jaune) qui a évolué à partir de la Civitas Tungrorum et qui avait probablement les mêmes frontières. Les provinces modernes de Liège et du Limbourg sont également indiquées. La ligne rouge représente la frontière linguistique entre le néerlandais et le français. L'orange représente les frontières nationales modernes.

La partie romane du territoire (sud) du diocèse de Liège est considérée comme l’ère du wallon, la partie germanique (nord) comme celle du limbourgeois.
La division en deux du territoire est sans doute due à une latinisation de plus longue durée au sud de l'axe de communication important qu'était pour la région la et remonte donc à l'Antiquité tardive.
Félix Rousseau a dressé une carte du diocèse de Liège qui privilégie sa partie romane établie au sud d'une ligne qui va de Louvain à Maastricht. Il ne parle pas du reste du diocèse qu'il étudie d'environ 600 à 1200 et s'en explique comme suit : Le territoire omis n'offre que peu d'intérêt pour la période qui nous occupe spécialement. Il dépendait de l'ancienne Toxandrie. Or jusqu'au XIIe siècle, les parties vivantes de l'évêché de Liège étaient représentées par la Hesbaye, le Condroz, l'Entre-Sambre-et-Meuse et l'Ardenne. La Toxandrie ne constituait, à proprement parler qu'une annexe.

### La réforme de 1559
En 1559, Philippe II réduit de manière très importante la taille du diocèse. Les diocèses d'Anvers, de Bois-le-Duc, de Namur, de Ruremonde et l'archidiocèse de Malines reçoivent près de la moitié de son ancien territoire.

## Histoire contemporaine

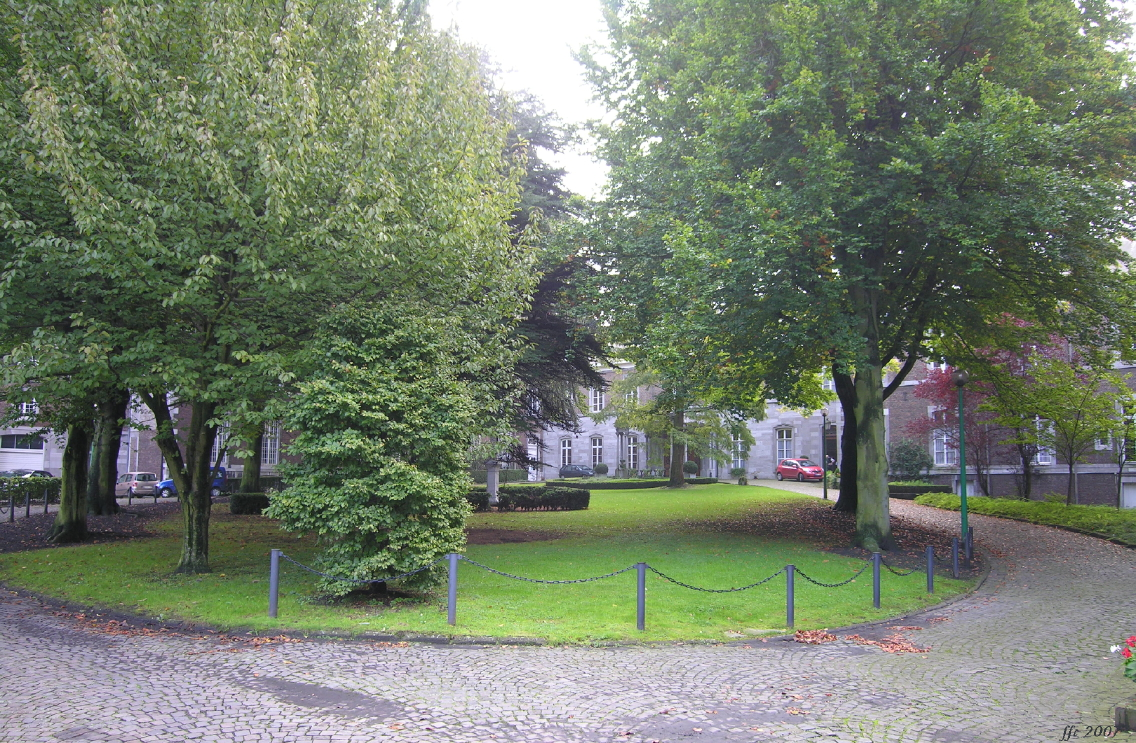
Cour de l’évêché de Liège.

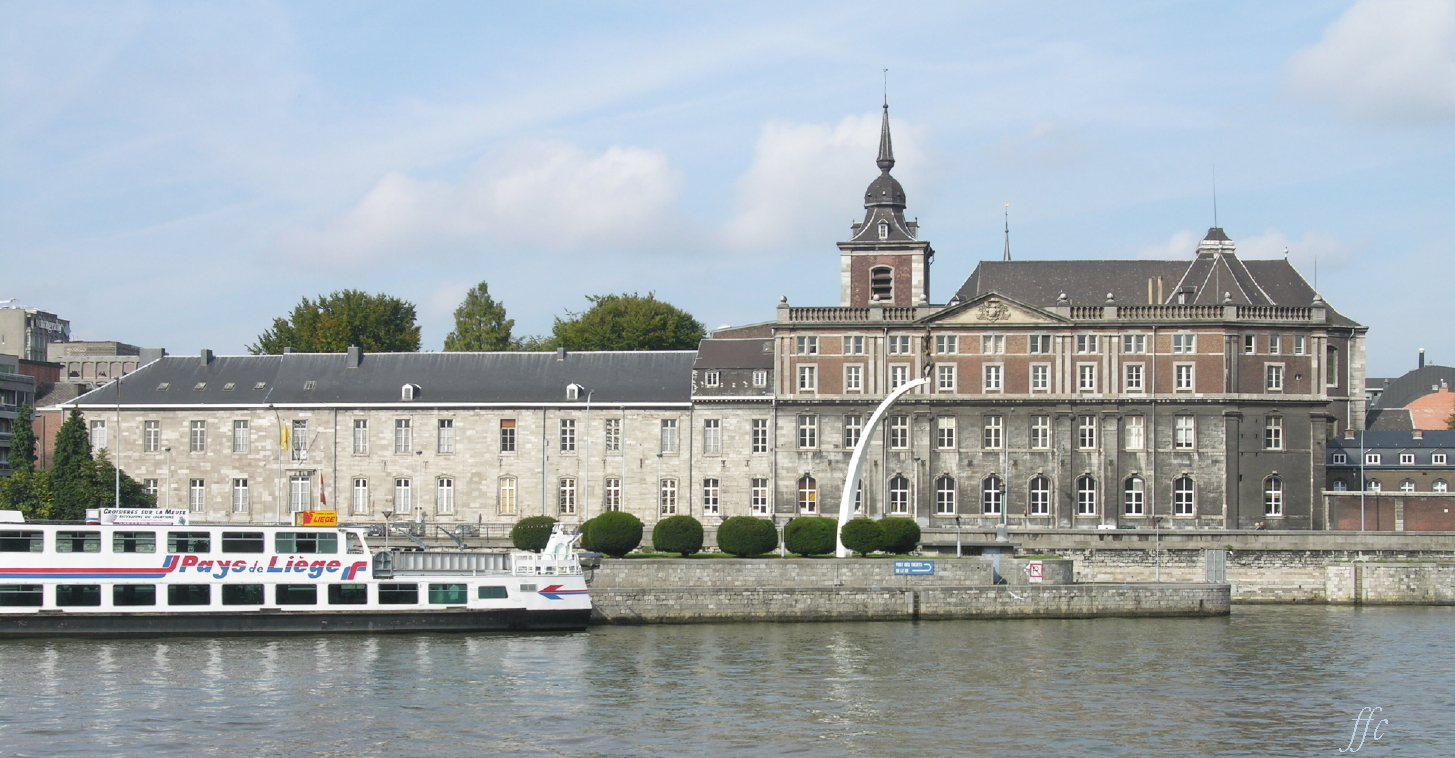
Séminaire et palais épiscopal de Liège.

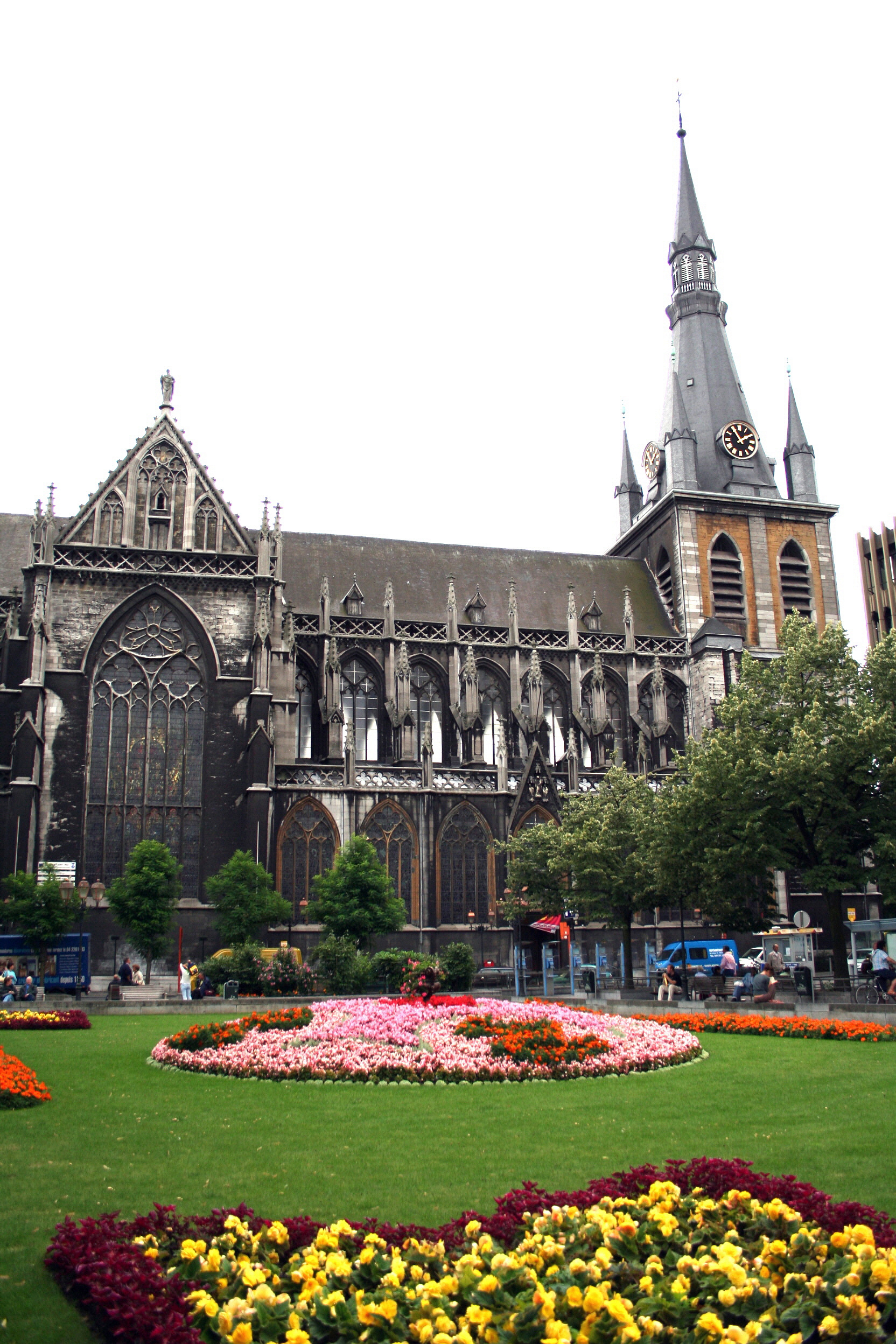
Cathédrale Saint-Paul.

En 1795, les révolutionnaires français abolissent la principauté et l'évêché de Liège. Cependant, le Concordat de 1801 entre Napoléon et Pie VII va réinstaurer un nouvel évêché couvrant les territoires des départements de l'Ourthe et de la Meuse-Inférieure (plus ou moins les actuelles provinces de Liège, du Limbourg belge et du Limbourg néerlandais).
Le jour même de la ratification du Concordat de 1801, le Souverain Pontife, suivant les prescriptions de l'article III, adressa aux évêques et archevêques français, un bref pour réclamer d'eux la démission volontaire de leurs sièges, dans le but de faciliter la nouvelle circonscription des diocèses dans toute l'étendue du territoire de la République.
Le dernier prince-évêque de Liège, François-Antoine de Méan, ayant satisfait à la demande du Pape, le siège devint vacant et le diocèse, formé des deux départements de l'Ourthe et de la Meuse-Inférieure réunis, fut rétabli par une bulle de Pie VII en date du 29 novembre 1801 ((la)« Qui Christi Domini »). L'ancienne abbaye des Prémontrés ou abbaye de Beaurepart fut désignée par le gouvernement français pour le nouveau palais épiscopal.
Le 2 décembre suivant, le cardinal-légat (ou plutôt nonce) Giovanni Battista Caprara, que le Pape avait envoyé à Paris pour faire exécuter le Concordat, publia la décision du Saint-Siège qui mettait fin aux querelles entre les prêtres assermentés et non assermentés. Il chargea Méan de lui rendre compte de son exécution. Le Prince, qui résidait alors à Erfurt, adressa le 23 mars 1802, au clergé de son diocèse, un mandement ayant pour objet « le serment de haine à la royauté », qu'un certain nombre de prêtres avaient pensé pouvoir prêter d'après une décision prise dans une assemblée qualifiée de « conférence ecclésiastique », tenue dans la salle du Chapitre de l'ancienne collégiale Saint-Pierre de Liège, le 21 septembre 1797. Dans ce mandement le Prince engageait les ecclésiastiques à souscrire la formule de soumission aux jugements du Pape.
La plupart des prêtres ayant signé la déclaration que réclamait d'eux le Souverain Pontife, le cardinal-légat Caprara érigea le diocèse de Liège par un décret donné le 10 avril 1802, en vertu des pouvoirs qui lui avaient été conférés par la bulle du Saint-siège, du 27 novembre 1801.
Napoléon Bonaparte, alors Premier consul de la première République française, se hâta de nommer des titulaires à plusieurs évêchés et désigna pour le diocèse de Liège Jean-Évangéliste Zaepffel. Cette nomination fut faite le 30 avril 1802.
Après la fixation définitive de la frontière belgo-néerlandaise en 1839, l'évêché sera amputé de la partie néerlandaise. Finalement, en 1967, après la fixation de la frontière linguistique belge de 1963, l'évêché sera scindé et un nouveau diocèse de Hasselt sera créé.
Actuellement, l'évêque occupe l'ancienne abbaye des Prémontrés. Le palais des Princes-Évêques de Liège a été nationalisé lors de la Révolution française.

## Quelques évêques

### Évêques et prince-évêques connus
- Servais : premier évêque de Tongres
- Hubert : premier évêque à Liège 705-727
- Notger : premier prince-évêque 972-1008
- Maximilien-Henri de Bavière (Maximilian Heinrich von Bayern) 1650-1688
- François-Charles de Velbrück 1772-1784
- François-Antoine-Marie de Méan 1792-1794 : dernier prince-évêque

Pour la liste complète des évêques voir l'article Liste des évêques de Tongres, Maastricht et Liège

### Évêques desXIXeetXXesiècles
- Jean-Évangéliste Zäpfel (Zaepfell) : 29 avril 1802 au 17 octobre 1808
- Corneille van Bommel (Cornelis Richard Anton van Bommel) : 15 novembre 1829 au 7 avril 1852
- Théodore de Montpellier : 27 septembre 1852 au 26 août 1879
- Victor-Joseph Doutreloux : 26 août 1879 au 20 août 1901
- Martin-Hubert Rutten : 16 décembre 1901 au 17 juillet 1927
- Louis-Joseph Kerkhofs (Lodewijk Jozef Kerkhofs) : 17 juillet 1927 au 7 décembre 1961 (démission)
- Guillaume-Marie van Zuylen : 7 décembre 1961 au 17 mars 1986 (démission)
- Albert Houssiau : 17 mars 1986 au 9 mai 2001 (démission)
- Aloys Jousten : 9 mai 2001 au 31 mai 2013 (démission)
- Jean-Pierre Delville : depuis le 31 mai 2013

### Autres ecclésiastiques connus
- Jean Guillaume Gyr